# 俅江槭
俅江槭（学名：Acer kiukiangense）为无患子科槭属的植物，为中国的特有植物。分布在中国大陆的云南等地，生长于海拔1,700米的地区，多生在疏林中，目前已由人工引种栽培。